# Clivina rubicunda
Clivina rubicunda är en skalbaggsart som beskrevs av Leconte 1857. Clivina rubicunda ingår i släktet Clivina och familjen jordlöpare. Inga underarter finns listade i Catalogue of Life.